# موسی قاسملی
موسی قاسملی (ترکی آذربایجانی: Musa Cəfər oğlu Qasımlı؛ زادهٔ ۲۸ اکتبر ۱۹۵۷) دانشمند، سیاستمدار، و تاریخ‌نگار اهل اتحاد جماهیر شوروی سوسیالیستی و جمهوری آذربایجان است.